# Coppa Intercontinentale 2014 (hockey su pista)
La Coppa Intercontinentale 2014 è stata la 15ª edizione dell'omonima competizione di hockey su pista riservata alle squadre di club. Il torneo ha avuto luogo il 10 ottobre 2014. Il trofeo è stato vinto dal Barcellona per la quarta volta nella sua storia.

## Squadre partecipanti
| Nazione   | Club           | Qualificazione                    | Partecipazioni precedenti (il grassetto indica la vittoria) |
| --------- | -------------- | --------------------------------- | ----------------------------------------------------------- |
| Argentina | Club Petrolero |                                   | 2010                                                        |
| Spagna    | Barcellona     | Detentore dell'Eurolega 2013-2014 | 1983, 1985, 1998, 2006, 2008                                |

## Risultati
| Barcellona 10 ottobre 2014 Finale | Barcellona | 6 – 2 | Club Petrolero | Palau Blaugrana |